# Jason Bourne (série de films)
Pour les articles homonymes, voir Jason Bourne.
 Pour plus de détails, voir Fiche technique et Distribution

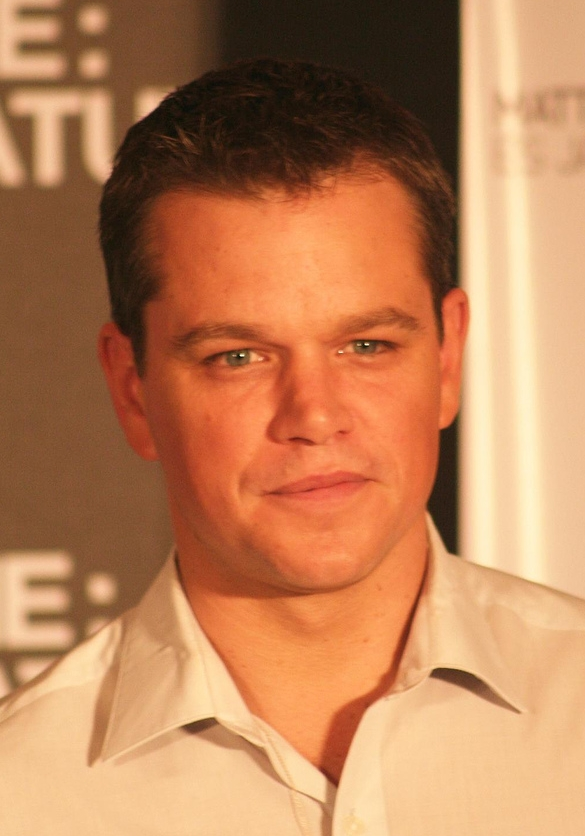
Matt Damon, ici pour la présentation de La Vengeance dans la peau à Mexico, est l'interprète principal de la série.

Les films Jason Bourne sont une série de films d'action, d'espionnage et de thrillers américains, basés sur le personnage de Jason Bourne, tueur de la CIA souffrant d'amnésie, créé par l'écrivain Robert Ludlum. Les trois romans de la franchise littéraire avec le personnage ont été adaptés à l'écran, avec Matt Damon dans le rôle de Jason Bourne dans les trois films : La Mémoire dans la peau (2002), réalisé par Doug Liman, La Mort dans la peau (2004) et La Vengeance dans la peau (2007), réalisés par Paul Greengrass.
Le scénariste des trois volets, Tony Gilroy, a coécrit et réalisé Jason Bourne : L'Héritage (2012), qui reprend uniquement le titre original de La Peur dans la peau (The Bourne Legacy), d'Eric Van Lustbader, qui fait suite à ceux de Robert Ludlum, mort en 2001.
Un 5e film, Jason Bourne, réalisé par Paul Greengrass, est sorti en 2016.
La série de films est réputée pour son réalisme, contrairement à l'utilisation croissante de l'image de synthèse dans les films d'action.

## Production

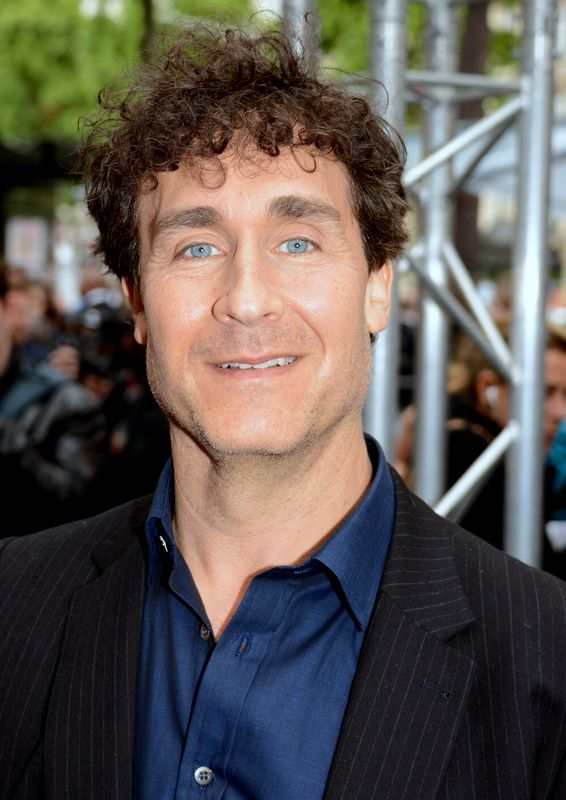
Doug Liman, en juin 2014.

Le réalisateur Doug Liman a déclaré qu'il était fan du roman La Mémoire dans la peau, de Robert Ludlum, qu'il avait lu lorsqu'il était étudiant au secondaire. Vers la fin de la production de son film Swingers, Liman a décidé de développer une adaptation cinématographique du roman. Après deux années de droit d'adaptations obtenus par la Warner Bros., avant d'aller vers Universal, et une année supplémentaire de développement du script avec le scénariste Tony Gilroy, le film a connu deux ans de production.
Le réalisateur avait approché un large éventail d'acteurs pour le rôle de Jason Bourne, parmi lesquels Russell Crowe et Sylvester Stallone, avant de finalement confier le rôle à Matt Damon. Liman a constaté que Damon a compris et accepté le fait que même si La Mémoire dans la peau aurait sa part d'action, l'accent est principalement mis sur le personnage et l'intrigue.
Toutefois, la production de La Mémoire dans la peau fut difficile, avec un scénario réécrit tout le long du tournage et une vive tension entre Liman et les cadres d'Universal, avec qui il se disputait constamment.
La Mémoire dans la peau est finalement sorti en juin 2002 et a rencontré un succès critique et commercial avec 214 millions de dollars de recettes mondiales.

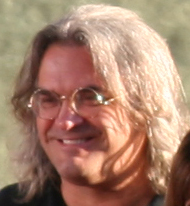
Paul Greengrass à la première du 3e film au Cinerama Dome de Hollywood en 2007.

En juin 2003, Universal Pictures annonce qu'il y aura une suite, La Mort dans la peau, qui sera dirigée par le réalisateur britannique Paul Greengrass, remplaçant Liman après les difficultés qu'il a eu avec les studios et leur refus de retravailler de nouveau avec lui. Sorti en juillet 2004, ce second opus rencontre un succès critique et public similaire au premier volet, avec 288,5 millions de dollars de recettes mondiales.
En août 2007, sort le troisième épisode, La Vengeance dans la peau, toujours réalisé par Greengrass, qui est à ce jour le plus grand succès critique et commercial de la série de films, avec 442,8 millions de dollars de recettes mondiales.
Jason Bourne : L'Héritage, sorti en 2012, met en avant un nouveau personnage, Aaron Cross, incarné par Jeremy Renner.
Matt Damon reprend ensuite son rôle de Jason Bourne dans un 5e film, Jason Bourne, sorti en 2016.

## Films

### 1 La Mémoire dans la peau
Sur la côte ligure, un petit bateau de pêche repère le corps inanimé d'un homme ballotté par les flots. Des marins s'empressent de le repêcher. Portant des traces de balles dans le dos, cet homme à l'identité inconnue a miraculeusement survécu, mais ne se souvient plus de rien. Même pas de son nom. Et encore moins des raisons pour lesquelles on a tenté de le tuer.
Toutefois, un indice subsiste : de sa hanche est extraite une petite capsule holographique indiquant un numéro de compte à Zurich. L'inconnu se rend alors dans une banque suisse afin de faire la lumière sur son identité. Une fois sur place, il découvre dans un coffre-fort une mallette contenant plusieurs milliers de dollars, un pistolet, un passeport au nom de Jason Bourne et six autres documents d'identité de diverses nationalités. Ce dernier s'aperçoit bientôt qu'il est suivi à la trace par une mystérieuse organisation.

### 2 La Mort dans la peau
Depuis deux ans, l'ex-agent / tueur à gages de la CIA Jason Bourne et sa compagne Marie ont réussi à tromper leurs poursuivants au prix d'une vigilance sans faille. Ce paisible village de Goa aurait dû être leur dernier refuge. Vain espoir. Deux ans plus tôt, Jason avait juré de se venger de quiconque le relancerait. Il tiendra parole...

### 3 La Vengeance dans la peau
Jason Bourne a longtemps été un homme sans patrie, sans passé ni mémoire. Un conditionnement physique et mental d'une extrême brutalité en avait fait une machine à tuer - l'exécuteur le plus implacable de l'histoire de la CIA. L'expérience tourna court et l'Agence décida de le sacrifier.
Laissé pour mort, Jason se réfugie à Goa, en Inde, et entreprend une lente et périlleuse remontée dans le temps à la recherche de son identité. Après l'assassinat de sa compagne, Marie, il retrouve l'instigateur du programme Treadstone qui a fait de lui un assassin et l'a condamné à l'errance. S'estimant vengé par la mort de ce dernier, il n'aspire plus qu'à disparaître et vivre en paix. Tout semble rentré dans l'ordre : Treadstone ne serait plus qu'une page noire – une de plus - dans l'histoire de l'Agence...
Mais le département de la Défense lance en grand secret un second programme encore plus sophistiqué : Blackbriar, visant à fabriquer une nouvelle génération de tueurs supérieurement entraînés. Jason est, pour le directeur des opérations spéciales, une menace et une tache à effacer au plus vite. Ordre est donné de le supprimer. La traque recommence, de Moscou à Paris, de Madrid à Londres et Tanger...

### Jason Bourne: L'Héritage

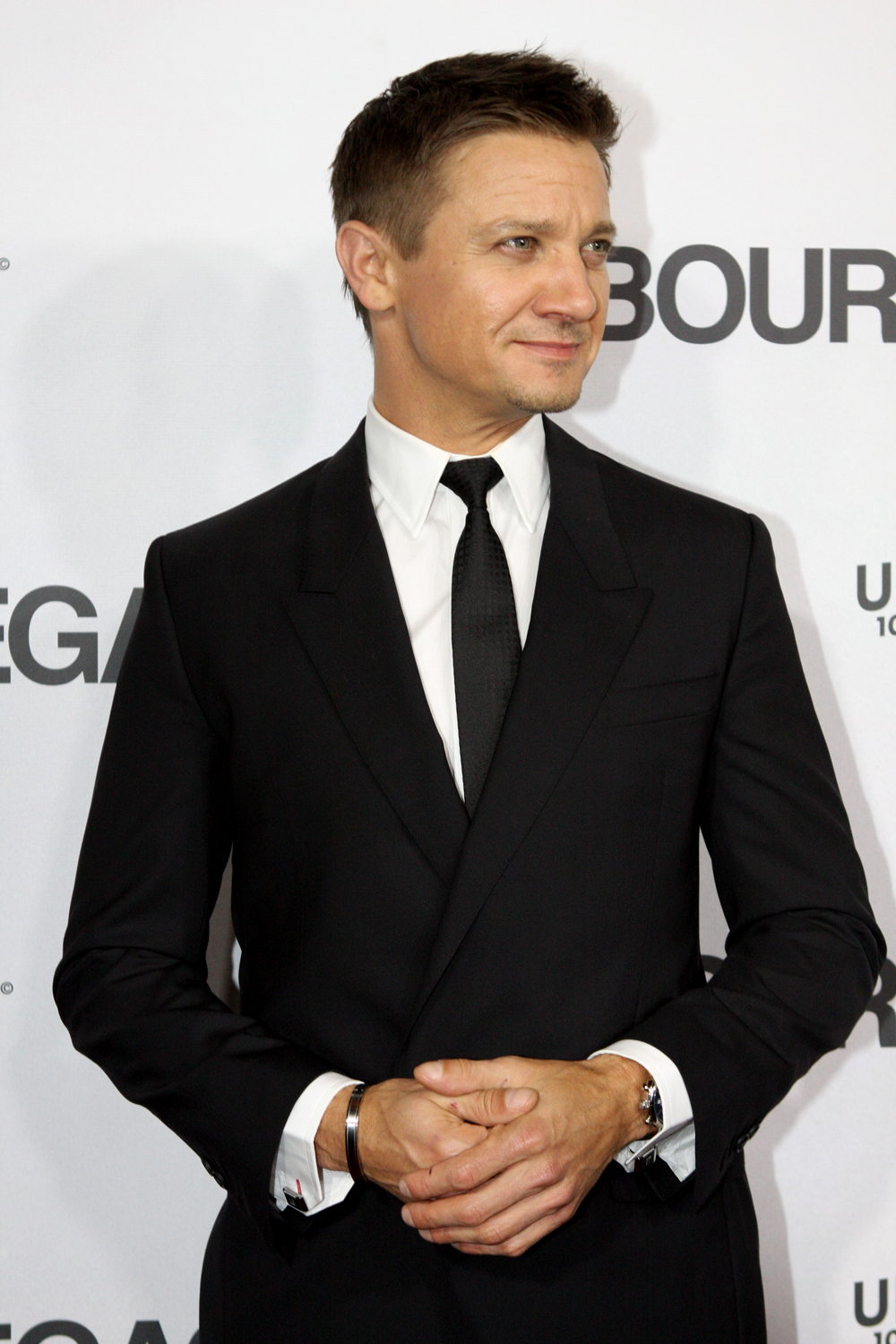
Jeremy Renner, en 2012, à la première australienne du film au State Theatre, à Sydney.

On croyait tout connaître de l'histoire de Jason Bourne et de son passé d’agent tueur malgré lui. Mais l’essentiel reste à découvrir. Le programme Treadstone dont Jason était le cobaye n’était que la partie émergée d’une conspiration plus ténébreuse, ourdie par d’autres branches du gouvernement et mettant en jeu d’autres agences de renseignement, d’autres programmes militaires, d’autres laboratoires secrets…
De Treadstone naît Outcome, dont Aaron Cross est un des neuf agents. Sa finalité n’est plus de fabriquer des tueurs, mais des hommes capables d’assurer isolément des missions à haut risque. En dévoilant une partie de cette organisation, Jason laissait derrière lui un « héritage » explosif : compromis, les agents d'Outcome sont désormais promis à une liquidation brutale. Effacés à jamais pour que le « père » du programme, le colonel Byer puisse poursuivre ses sinistres activités.
Une gigantesque chasse à l’homme commence, et Cross, devenue sa première cible, n’a d’autre recours que de retrouver et gagner la confiance de la biochimiste d’Outcome, Marta Shearing, elle-même menacée de mort…

### Jason Bourne
La traque de Jason Bourne par les services secrets américains se poursuit. Des îles Canaries à Las Vegas en passant par Berlin et Londres.

## Fiche technique
|                                | La Mémoire dans la peau                 | La Mort dans la peau                         | La Vengeance dans la peau                    | Jason Bourne : L'Héritage                   | Jason Bourne                  |
| Titre original                 | The Bourne Identity                     | The Bourne Supremacy                         | The Bourne Ultimatum                         | The Bourne Legacy                           | Jason Bourne                  |
| ------------------------------ | --------------------------------------- | -------------------------------------------- | -------------------------------------------- | ------------------------------------------- | ----------------------------- |
| Titre québécois (si différent) |                                         |                                              |                                              | La Peur dans la peau : L'Héritage de Bourne |                               |
| Sortie                         | 14 juin 2002                            | 23 juillet 2004                              | 3 août 2007                                  | 10 août 2012                                | 29 juillet 2016               |
| Sortie                         | 25 septembre 2002                       | 8 septembre 2004                             | 12 septembre 2007                            | 19 septembre 2012                           | 10 août 2016                  |
| Producteurs                    | Patrick Crowley et Andrew R. Tennenbaum | Patrick Crowley et Andrew R. Tennenbaum      | Patrick Crowley et Andrew R. Tennenbaum      | Patrick Crowley et Andrew R. Tennenbaum     | Gregory Goodman et Matt Damon |
| Producteurs                    | Richard N. Gladstein                    | Frank Marshall                               | Frank Marshall                               | Frank Marshall                              | Frank Marshall                |
| Producteurs                    | Doug Liman                              | Doug Liman                                   | Doug Liman                                   | Ben Smith                                   | Paul Greengrass               |
| Réalisateurs                   | Doug Liman                              | Paul Greengrass                              | Paul Greengrass                              | Tony Gilroy                                 | Paul Greengrass               |
| Scénaristes                    | Tony Gilroy                             | Tony Gilroy                                  | Tony Gilroy                                  | Tony Gilroy                                 | Paul Greengrass               |
| Scénaristes                    | W. Blake Herron                         |                                              | Scott Z. Burns et George Nolfi               | Dan Gilroy                                  | Christopher Rouse             |
| Monteurs                       | Saar Klein                              | Richard Pearson                              |                                              | John Gilroy                                 | Christopher Rouse             |
| Monteurs                       | Saar Klein                              | Christopher Rouse                            |                                              | John Gilroy                                 | Christopher Rouse             |
| Photographie                   | Oliver Wood                             | Oliver Wood                                  | Oliver Wood                                  | Robert Elswit                               | Barry Ackroyd                 |
| Musique                        | John Powell                             | John Powell                                  | John Powell                                  | James Newton Howard                         | David Buckley et John Powell  |
| Durée                          | 119 minutes                             | 108 minutes                                  | 116 minutes                                  | 135 minutes                                 | 123 minutes                   |
| Genres                         | action, espionnage, thriller            | action, espionnage, thriller                 | action, espionnage, thriller                 | action, espionnage, thriller                | action, espionnage, thriller  |
| Sociétés de production         | Universal Pictures                      | Universal Pictures                           | Universal Pictures                           | Universal Pictures                          | Universal Pictures            |
| Sociétés de production         | The Kennedy/Marshall Company            |                                              |                                              |                                             |                               |
| Sociétés de production         | Hypnotic                                | Hypnotic                                     | Bourne Again                                 | Relativity Media                            | Pearl Street Films            |
| Sociétés de production         | Kalima Productions GmbH & Co. KG        | Motion Picture THETA Produktionsgesellschaft | Motion Picture THETA Produktionsgesellschaft | Dentsu                                      | Double Negative               |
| Sociétés de production         | Stillking Films                         | Ludlum Entertainment                         | Ludlum Entertainment                         | Captivate Entertainment                     | Captivate Entertainment       |
| Pays d'origine                 | États-Unis                              | États-Unis                                   | États-Unis                                   | États-Unis                                  | États-Unis                    |
| Pays d'origine                 | Allemagne                               | Allemagne                                    | Allemagne                                    | Japon                                       |                               |
| Pays d'origine                 | République tchèque                      |                                              |                                              |                                             |                               |

## Distribution et personnages
| Personnages                        | Films                    | Films                | Films                     | Films                     | Films           |
| Personnages                        | La Mémoire dans la peau  | La Mort dans la peau | La Vengeance dans la peau | Jason Bourne : L'Héritage | Jason Bourne    |
| ---------------------------------- | ------------------------ | -------------------- | ------------------------- | ------------------------- | --------------- |
| Jason Bourne                       | Matt Damon               | Matt Damon           | Matt Damon                | photos uniquement         | Matt Damon      |
| Nicolette « Nicky » Parsons        | Julia Stiles             | Julia Stiles         | Julia Stiles              |                           | Julia Stiles    |
| Aaron Cross / Kenneth James Kitsom |                          |                      |                           | Jeremy Renner             |                 |
| Marie Helena Kreutz                | Franka Potente           | Franka Potente       | flashback                 |                           |                 |
| Alexander Conklin                  | Chris Cooper             | flashback            | flashback                 |                           |                 |
| Ward Abbott                        | Brian Cox                | Brian Cox            | flashback                 |                           |                 |
| Danny Zorn                         | Gabriel Mann             | Gabriel Mann         |                           |                           |                 |
| le Professeur                      | Clive Owen               |                      |                           |                           |                 |
| Nykwana Wombosi                    | Adewale Akinnuoye-Agbaje |                      |                           |                           |                 |
| Pamela Landy                       |                          | Joan Allen           | Joan Allen                | Joan Allen                |                 |
| Tom Cronin                         |                          | Tom Gallop           | Tom Gallop                |                           |                 |
| Kirill                             |                          | Karl Urban           |                           |                           |                 |
| Jarda                              |                          | Marton Csokas        |                           |                           |                 |
| Noah Vosen                         |                          |                      | David Strathairn          | David Strathairn          |                 |
| Martin Kreutz                      |                          |                      | Daniel Brühl              |                           |                 |
| Ezra Kramer                        |                          |                      | Scott Glenn               | Scott Glenn               |                 |
| Simon Ross                         |                          |                      | Paddy Considine           | flashback                 |                 |
| Desh Bouksani                      |                          |                      | Joey Ansah                |                           | flashback       |
| Paz                                |                          |                      | Édgar Ramírez             |                           |                 |
| Dr. Albert Hirsch                  |                          |                      | Albert Finney             | Albert Finney             | flashback       |
| Wills                              |                          |                      | Corey Johnson             | Corey Johnson             |                 |
| Dr. Marta Shearing                 |                          |                      |                           | Rachel Weisz              |                 |
| le colonel Eric Byer               |                          |                      |                           | Edward Norton             |                 |
| Turso                              |                          |                      |                           | Stacy Keach               |                 |
| no 3                               |                          |                      |                           | Oscar Isaac               |                 |
| Heather Lee                        |                          |                      |                           |                           | Alicia Vikander |
| Robert Dewey                       |                          |                      |                           |                           | Tommy Lee Jones |
| L'Atout                            |                          |                      |                           |                           | Vincent Cassel  |
| Aaron Kalloor                      |                          |                      |                           |                           | Riz Ahmed       |

## Suites
Le 10 octobre 2019, le producteur de la franchise a confirmé travailler sur un sixième opus.

## Accueil

### Critique
| Films                     | Rotten Tomatoes         | Metacritic             | AlloCiné                |
| ------------------------- | ----------------------- | ---------------------- | ----------------------- |
| La Mémoire dans la peau   | 83 %(184 commentaires)  | 68 % (38 commentaires) | 3,5⁄5(22 commentaires)  |
| La Mort dans la peau      | 81 %(189 commentaires)  | 73 % (39 commentaires) | 3,5⁄5(15 commentaires)  |
| La Vengeance dans la peau | 94 % (239 commentaires) | 85 %(38 commentaires)  | 3,6⁄5(21 commentaires)  |
| Jason Bourne : L'Héritage | 56 % (215 commentaires) | 61 % (42 commentaires) | 2,8⁄5 (20 commentaires) |
| Jason Bourne              | 57% (226 commentaires)  | 58% (50 commentaires)  | 3,3⁄5 (28 commentaires) |

### Box-office
| La Mémoire dans la peau | 60 000 000 $  | 121 661 683 $ | 765 614 entrées   | 214 034 224 $   |
| La Mort dans la peau | 75 000 000 $  | 176 241 941 $ | 1 142 893 entrées | 290 835 269 $   |
| La Vengeance dans la peau | 110 000 000 $ | 227 471 070 $ | 1 539 364 entrées | 444 100 035 $   |
| Jason Bourne : L'Héritage | 125 000 000 $ | 113 203 870 $ | 950 724 entrées   | 276 144 750 $   |
| Jason Bourne | 120 000 000 $ | 162 434 410 $ | 1 465 933 entrées | 415 484 914 $   |
| Total | 490 000 000 $ | 801 012 974 $ | 5 864 528 entrées | 1 640 599 192 $ |
| |               |               |                   |                 |
| En rouge, mettent en valeur les résultats en recettes ou entrées les plus faibles. En bleu, mettent en valeur les recettes ou entrées le plus important. |               |               |                   |                 |

La série de films Jason Bourne a rencontré un énorme succès commercial, avec à ce jour, plus de 1,6 milliard de dollars de recettes mondiales engrangées par les cinq films issu de la saga, dont 801 millions rien qu'aux États-Unis. En France, les cinq volets ont totalisé 5,9 millions d'entrées.